# Мечеть Баня Баши
Мечеть Баня Баші (болг. Баня баши джамия, тур. Banya Başı Camii) — мечеть в Софії, наразі є єдиною діючою ісламською культовою спорудою в місті.

## Історія
Мечеть отримала свою назву від вислову Баня Баші, що означає буквально «багато ванн». Найвидатніша її особливість — те, що вона зведена над природним гарячим джерелом. Можна навіть бачити, як пара виходить з-під стін мечеті. Споруда відома своїм великим куполом і мінаретом.

## Архітектура
Основна будівля мечеті чотирикутна. Серед чотирьох кутових куполів височить центральний купол і мінарет. У передній частині є прибудова з трьома маленькими куполами.
Мечеть Баня Баші — цікаве архітектурне творіння, що відображає специфіку османської архітектурної думки в XVI столітті. Мечеть побудована османським архітектором Сінаном. Стіни мечеті зведені з каменю, між рядами каменів вставлені ряди червоної цегли.
У сучасному стані мечеть може прийняти на п'ятничну молитву близько 700 осіб, а на Курбан-байрам до 1200 відвідувачів.